# Jerada (provincie)
Jerada is een provincie in de Marokkaanse regio Oriental.
Jerada telt 105.840 inwoners op een oppervlakte van 8640 km².

## Bestuurlijke indeling
De provincie is bestuurlijk als volgt ingedeeld:
| Name                  | Geografische code | Type                | Huishoudens | Inwoners (2004) | Buitenlanders | Marokkanen | Opmerkingen                                                                                       |
| --------------------- | ----------------- | ------------------- | ----------- | --------------- | ------------- | ---------- | ------------------------------------------------------------------------------------------------- |
| Ain Bni Mathar        | 275.01.03.        | Gemeente            | 2519        | 13526           | 85            | 13441      |                                                                                                   |
| Jerada                | 275.01.17.        | Gemeente            | 8120        | 43916           | 46            | 43870      |                                                                                                   |
| Touissit              | 275.01.35.        | Gemeente            | 716         | 3429            | 9             | 3420       |                                                                                                   |
| Gafait                | 275.03.03.        | Landelijke gemeente | 441         | 2654            | 1             | 2653       |                                                                                                   |
| Guenfouda             | 275.03.05.        | Landelijke gemeente | 1009        | 5748            | 11            | 5737       |                                                                                                   |
| Laaouinate            | 275.03.07.        | Landelijke gemeente | 628         | 3790            | 1             | 3789       |                                                                                                   |
| Lebkhata              | 275.03.09.        | Landelijke gemeente | 371         | 2546            | 0             | 2546       |                                                                                                   |
| Ras Asfour            | 275.03.13.        | Landelijke gemeente | 273         | 1694            | 15            | 1679       |                                                                                                   |
| Sidi Boubker          | 275.03.15.        | Landelijke gemeente | 547         | 2807            | 8             | 2799       | 1942 inwoners woonde in het centrum, genaamd Sidi Boubker; 865 inwoners woonde op het platteland. |
| Tiouli                | 275.03.21.        | Landelijke gemeente | 1019        | 6317            | 104           | 6213       | 1997 inwoners woonde in het centrum, genaamd Oued Heimer; 4320 inwoners woonde op het platteland. |
| Bni Mathar            | 275.05.01.        | Landelijke gemeente | 1152        | 7089            | 7             | 7082       |                                                                                                   |
| Mrija                 | 275.05.11.        | Landelijke gemeente | 453         | 2841            | 1             | 2840       |                                                                                                   |
| Oulad Ghziyel         | 275.05.13.        | Landelijke gemeente | 819         | 6488            | 2             | 6486       |                                                                                                   |
| Oulad Sidi Abdelhakem | 275.05.15.        | Landelijke gemeente | 401         | 2995            | 18            | 2977       |                                                                                                   |

Ben Slimane · Khouribga · Settat · El Jadida · Safi · Boulmane · Fez · Moulay Yacoub · Sefrou · Kénitra · Sidi Kacem · Casablanca · Médiouna · Mohammedia · Nouaceur · Assa-Zag · Guelmim · Tan-Tan · Tata · Boujdour · Es-Semara · Lâayoune · Al Haouz · Chichaoua · Essaouira · Kelâat Es-Sraghna · Marrakech · Al Ismaïlia · El Hajeb · Errachidia · Ifrane · Khénifra · Meknès · Berkane · Figuig · Jerada · Driouch · Nador · Oujda-Angad · Taourirt · Aousserd · Oued ed Dahab · Khémisset · Rabat · Salé · Skhirat-Témara · Agadir-Ida-Ou-Tanane · Inezgane-Aït Melloul · Chtouka-Aït Baha · Ouarzazate · Taroudant · Tiznit · Zagora · Azilal · Béni-Mellal · Chefchaouen · Fahs-Bni Mkada · Larache · Tanger-Asilah · Tétouan · Al Hoceima · Taounate · Taza